# Cục Bản quyền tác giả (Việt Nam)
Cục Bản quyền tác giả (tiếng Anh: Copyright Office of Vietnam, viết tắt là COV) là cơ quan trực thuộc Bộ Văn hoá, Thể thao và Du lịch, có chức năng tham mưu, giúp Bộ trưởng quản lý nhà nước và tổ chức thực thi pháp luật về bảo hộ quyền tác giả, quyền liên quan và công nghiệp văn hóa trên phạm vi cả nước; quản lý các dịch vụ công về lĩnh vực bảo hộ quyền tác giả, quyền liên quan theo quy định của pháp luật.
Ngày 20 tháng 2 năm 1987, Hãng bảo hộ Quyền tác giả Việt Nam được thành lập, là tiền thân của Cục Bản quyền tác giả.
Chức năng, nhiệm vụ, quyền hạn và cơ cấu tổ chức của Cục Bản quyền tác giả được quy định tại Quyết định số 693/QĐ-BVHTTDL ngày 18 tháng 3 năm 2025 của Bộ trưởng Bộ Văn hóa, Thể thao và Du lịch.

## Nhiệm vụ và quyền hạn
Theo Điều 2, Quyết định số 693/QĐ-BVHTTDL ngày 18 tháng 3 năm 2025 của Bộ trưởng Bộ Văn hóa, Thể thao và Du lịch, Cục Bản quyền tác giả có các nhiệm vụ, quyền hạn chính:
- Trình Bộ trưởng các loại văn bản thuộc phạm vi quản lý của Cục.
- Tổ chức thực hiện các biện pháp phát triển công nghiệp văn hóa; bảo vệ quyền và lợi ích hợp pháp của nhà nước, tổ chức, cá nhân về quyền tác giả, quyền liên quan.
- Quản lý quyền tác giả đối với tác phẩm văn học, nghệ thuật và khoa học, quyền liên quan đối với cuộc biểu diễn, bản ghi âm, ghi hình, chương trình phát sóng thuộc Nhà nước theo quy định của pháp luật.
- Hướng dẫn nghiệp vụ bảo hộ quyền tác giả, quyền liên quan và phát triển công nghiệp văn hóa cho cán bộ, công chức, viên chức của các Sở Văn hoá, Thể thao và Du lịch, các ngành, địa phương, doanh nghiệp và các tổ chức xã hội.
- Quản lý các hoạt động của các tổ chức đại diện tập thể quyền tác giả, quyền liên quan theo quy định của pháp luật
- Quản lý hoạt động giám định quyền tác giả, quyền liên quan, hoạt động đại diện, tư vấn dịch vụ về quyền tác giả, quyền liên quan theo quy định của pháp luật.
- Cấp, cấp lại, đổi, huỷ bỏ hiệu lực Giấy chứng nhận đăng ký quyền tác giả, Giấy chứng nhận đăng ký quyền liên quan.
- Giúp Bộ trưởng phối hợp với Bộ Khoa học và Công nghệ xây dựng các chủ trương, chính sách, pháp luật chung về bảo hộ quyền sở hữu trí tuệ, tổng hợp thông tin chung về sở hữu trí tuệ, thực hiện các dự án hợp tác quốc tế chung về sở hữu trí tuệ và các công việc chung khác có liên quan.
- Giúp Bộ trưởng chủ trì và phối hợp với các Bộ, ngành liên quan xây dựng các chủ trương, chính sách pháp luật chung về phát triển công nghiệp văn hóa, tổng hợp thông tin chung về công nghiệp văn hóa, thực hiện các dự án hợp tác quốc tế chung về phát triển công nghiệp văn hóa.
- Thực hiện các nhiệm vụ khác do Bộ trường giao.

## Lãnh đạo Cục[3]
- Cục trưởng: Trần Hoàng
- Phó Cục trưởng:

1. Phạm Thị Kim Oanh
2. Lê Minh Tuấn

## Cơ cấu tổ chức
(Theo Điều 3, Quyết định số 693/QĐ-BVHTTDL ngày 18 tháng 3 năm 2025 của Bộ trưởng Bộ Văn hóa, Thể thao và Du lịch)

### Các đơn vị thực hiện chức năng quản lý nhà nước
- Văn phòng Cục
- Phòng Quản lý Công nghiệp văn hóa
- Phòng Đăng ký quyền tác giả, quyền liên quan
- Phòng Quản lý và Hợp tác quốc tế về quyền tác giả, quyền liên quan

### Đơn vị sự nghiệp
- Trung tâm bảo vệ bản quyền Việt Nam